# Хила (приток Аги)
Хила́ — река в Забайкальском крае России, правый приток Аги. Протекает по территории Могойтуйского и Агинского районов.
Хила образуется при слиянии речек Барун-Хила и Зун-Хила. Река протекает по степной равнине. Длина реки — 109 км; площадь водосбора — 1510 км². Среднегодовой сток в устье — 2,9 млн м³.
Постоянный водоток имеется лишь в верхнем течении. На большей части русло пересыхает. На отдельных участках река теряется среди солончаков. Продолжительность ледостава обычно составляет 150—190 дней (с конца октября до конца апреля). Протекает через озеро Ехэ-Цаган-Нор.
В низовьях по обоим берегам реки расположен посёлок Ага.

## Данные водного реестра
По данным государственного водного реестра России относится к Амурскому бассейновому округу, водохозяйственный участок реки — Онон, речной подбассейн реки — Шилка (российская часть бассейна). Речной бассейн реки — Амур.
Код объекта в государственном водном реестре — 20030100312118100008388.